# Гробље свитаца
Гробље свитаца (транслит.) је јапанска аниме драма из 1988. коју је режирао Исао Такахата. Филм говори о двоје деце у Јапану за време Другог светског рата. Филм је генерално уживао похвале критичара.

## Радња
Духови дјечака Сеите и његове млађе сестре Сецуко причају о томе како су умрли. Година је 1945, а Јапан почиње губити битку у Другом свјетском рату. При бомбардовању града Кобеа, погинула је мајка четрнаестогодишњег Сеите и његове млађе сестре Сецуко, па су тако обоје остали без старања, јер се њихов отац бори у рату на неком броду у Тихом океану. Сеиту и Сецуку прима њихова тетка, али се не брине много о њима. Стога дјеца напуштају њен дом и одлазе да самостално живе у неком напуштеном бункеру. Глад је, међутим, њихов највећи непријатељ, а наћи храну је готово немогуће.
Филм је заснован на истинитој причи. Акијуки Носака, аутор романа по којем је снимљен овај филм, је сам током Другог свјетског рата гладовао и изгубио сестру због изгладњелости.

## Критике
„Гробље свитаца“ је хваљена ода пацифизму и апел против мржње и лудости рата, који је приказан као стање које упропаштава једну цијелу генерацију. Ради се о једном од најцјењенијих и најславнијих аниме филмова 1980-их, који је на критичарском сајту „Трули парадајзи“ (енгл. Rotten Tomatoes) од критичара добио врло високу средњу оцјену од 8,9/10, који су га чак упоређивали са филмом „Шиндлерова листа“, а само га је мали дио критиковао због монотоне приче и укочене структуре. Социјални реализам приказан је изузетно пластично и једноставно: прича нема хумора или акције и само прати двоје дјеце која су изгубила своје родитеље и полако умиру од глади и за које нема срећног завршетка, чиме дефинитивно руши устаљено мишљење да су сви анимирани филмови намијењени за дјецу. У овом случају се ради о филму за одрасле, дирљивом и непретенциозном дјелу са порукама која подстиче на размишљање.